# 潘旦旦
潘旦旦（1996年1月1日—），浙江新昌人，中国女子赛艇运动员。她曾代表中国参加世界赛艇锦标赛，获得一枚金牌、一枚银牌和二枚铜牌。她也曾参加2014年和2018年亚洲运动会。